# Полина (Маса-Карара)
Полина (итал. Pollina) је насеље у Италији у округу Маса-Карара, региону Тоскана.
Према процени из 2011. у насељу је живело 94 становника. Насеље се налази на надморској висини од 605 м.